# ثلما سی. دیویدسون ادایر
ثلما سی. دیویدسون ادایر (انگلیسی: Thelma C. Davidson Adair؛ زادهٔ ۲۹ اوت ۱۹۲۰) اهل ایالات متحده آمریکا است. وی آموزگار پروتستان، رهبر کلیسا، طرفدار و فعال حقوق بشر مسائل صلح و عدالت، نویسنده، سخنران و مربی است. او از سال ۱۹۴۲ ساکن محله هارلم نیویورک بوده‌است. او یک فعال جنبش دفاع و حمایت از زنان در کلیسای متحد است. وی پیش‌کسوت کلیسای پروتستان منطقه موریس در شهر هارلم نیویورک است. ادایر از همان زمان شروع آموزش ابتدایی در دوران کودکی یک مدافع و حامی ایجاد برنامه‌های بورسیه کمک آموزشی در هارلم بود. او استاد دانشگاه کالج کوئینز، دانشگاه شهر نیویورک است.

## زندگی و تحصیلات
ادایر فارغ‌التحصیل کالج باربر-اسکاتیا، کالج کنکور در کارولینای شمالی و کالج بنت گرینزبورو در کارولینای شمالی شده‌است. او کارشناسی ارشد و دکترای آموزش و پرورش را از کالج معلمان، دانشگاه کلمبیا دریافت کرد.
ادایر در ایستگاه آهن کارولینای شمالی متولد شد و در مدرسه ابتدایی همان‌جا زندگی کرد. ادایر در آمریکای شمالی بزرگ شد و در ایالت‌های جنوبی آمریکا به سن قانونی رسید. ادایر این دوره را با عنوان دوره جیم کراو می‌شناسد. در سال ۱۹۲۰ تلما کورنلیا دیویدسون، یکی از شش فرزند خود را در ایستگاه آهن، کارولینای شمالی به دنیا آورد. بعد از آن او به همراه خانواده اش به کینگ، کارولینای شمالی نقل مکان کردند؛ و با کشیش آرتور یوجین ازدواج کرد. آن‌ها در سال ۱۹۴۲ به نیویورک نقل مکان کردند. او مؤسس ارشادی کلیسای پروتستان یونایتد کوه موریس (UPC) شد. ادایر همچنین یک مربی پروتستان در هارلم است.

## جنگ جهانی دوم
ادایر مانند بسیاری از شهروندان آفریقایی آمریکایی در جنگ جهانی دوم در داخل و خارج از کشور شرکت داشت. او در یک پروژه جنگی شرکت کرد. ادایر سیلندرهایی رادار را بازرسی می‌کرد. ادایر همزمان یک مادر جوان بود.

## حرفه
ادایر سازماندهی شروع برنامه‌های غرب هارلم را برعهده گرفت. در سال ۱۹۴۴ او به سازماندهی پروژه پیشگام موریس پرداخت، آرتور یوجین همراه با تلما ادایر مرکز زندگی اجتماعی را تأسیس کردند. در این مرکز بیش از ۲۵۰ کودک که متعلق به سراسر منطقه هارلم بودند در این مرکز پذیرفته و نگهداری شدند. ادایر مقالات متعددی در مورد شیوه آموزش در دوران کودکی منتشر کرده‌است. انتشارات او راهنمای معتبری برای مربیان دوران کودکی در سراسر ایالات متحده است.
در سال ۱۹۷۶ ادایر به عنوان رئیس مجلس مجمع عمومی کلیسای پروتستان انتخاب شد، او اولین زن سیاه‌پوستی بود که به این سمت دست یافته‌است، وی در طی دوره اش به ۱۱۵ کشور سفر کرد. او یکی از بنیانگذاران اصلی خدمات ارشد پروتستان است و یکی از اعضای شرکت کنندهٔ «حداقل سکه» است که جنبش دعاخوانان مسیحی در سراسر جهان است. او رئیس کلیسای زنان در سال‌های ۱۹۸۰ تا ۱۹۸۴ بود.

## مواضع
- کرسی، خدمات ارشد پروتستان
- مشاور، کلیسای زنان متحد، هیئت ملی
- هیئت بازدیدکنندگان کالج دیویدسون
- شورای مشورتی، شورای ملی کلیساها
- عضو هیئت مدیره انجمن بیمارستان هارلم

## جوایز
- جایزه ثلما سی. ادایر در مورد خدمات ارشد پروتستان
- جایزه فارغ التحصیلان باربر- اسکاتیا برای خدمات شایسته در زمینه آموزش و پرورش
- جایزه فارغ التحصیلان دانشگاه کلمبیا، کالج معلم

بنیاد کالج متحد سیاه‌پوستان جایزه ویژه‌ای را برای خدمات عالی و تعهد آموزش عالی به وی اهدا کرد.
- ۱۹۸۶ برنده جایزه زنان معتقد از کلیسای پروتستان
- ۱۹۹۱ اهداء جایزه انجمن ملی زنان وفادار و روحانی پروتستان
- ۲۰۰۸ برنده مدال افتخار کالج برنارد
- ۲۰۱۱ دریافت جایزه از کلیسای پروتستان مگی کوهن